# نوير السفلي (فولاد لوي الجنوبي)
نویر السفلی (بالفارسية: نیورسفلی) هي منطقة سكنية تقع في إيران في قسم فولاد لوي الجنوبی الريفي.